# Eisenbahnunfall von Gifhorn (1941)
Der Eisenbahnunfall von Gifhorn war ein Auffahrunfall am 22. Januar 1941, als ein Güterzug ungebremst auf einen außerplanmäßigen Zug im Bahnhof Isenbüttel-Gifhorn (heute: Bahnhof Gifhorn) auffuhr. 122 Menschen, meist Belgier, starben, rund 80 Menschen wurden schwer verletzt.

## Ausgangslage
Der außerplanmäßige Zug war der W 94122, ein Zug der Wehrmacht. Er bestand aus 20 Personenwagen. Mit ihm sollten rund 1000 belgische Kriegsgefangene von Stablack (Ostpreußen) in ihre belgische Heimat nach Antwerpen zurückgebracht werden. Der Zug hatte keinen festen Fahrplan, sondern musste vielmehr immer warten, bis für ihn eine freie Strecke verfügbar war. Im Bahnhof Gifhorn kam der Zug so früh morgens im Regelgleis der Berlin-Lehrter Eisenbahn zum Stehen. Es war dunkel, nebelig und es schneite etwas.
Ihm folgte im Blockabstand der Güterzug Dg 6120.

## Unfallhergang
Was sich im Folgenden abspielte, wurde aufgrund des Zweiten Weltkriegs und der zensierten Presse nie veröffentlicht. Vermutlich übersah der Lokomotivführer des Dg 6120 wegen der wetterbedingt schlechten Sicht das den Personenzug deckende Einfahrsignal des Bahnhofs. Der außerplanmäßige Zug W 94122 hatte gerade durch das Ausfahrsignal des Bahnhofs „freie Fahrt“ erhalten, die Bremsen gelöst und war im Begriff anzufahren, als der Güterzug Dg 6120 um 08:26 Uhr von hinten ungebremst auf ihn auffuhr.

## Folgen
Die letzten vier Wagen wurden vollständig zertrümmert, der letzte Wagen wurde unter der aufgefahrenen Lokomotive begraben. In den vorderen Wagen wurden viele der Insassen leicht verletzt. Die Kriegsgefangenen begannen sofort, ihre Kameraden aus den Trümmern zu befreien. Im Zug befanden sich als Passagiere auch drei belgische Ärzte, aber ohne medizinische Ausrüstung konnten sie wenig ausrichten. Nach weniger als zehn Minuten kam Hilfe aus der Umgebung: Rotes Kreuz, Wehrmacht, Feuerwehr und Hitlerjugend.
Die Toten wurden zunächst in einer Lagerhalle des Bahnhofs gesammelt und später überwiegend auf einem Friedhof in Fallingbostel begraben. In Isenbüttel-Gifhorn starben 71 identifizierte Gefangene, 20 weitere Tote konnten nicht identifiziert werden. In den Krankenhäusern in Braunschweig, in die die Verletzten gefahren wurden, starben 26 weitere Gefangene. Darüber hinaus kamen der Lokführer des Güterzugs und vier deutsche Wachsoldaten ums Leben. Die reisefähigen Insassen setzten die Fahrt in einem neu zusammengestellten Zug fort.